# Calotelea fasciata
Calotelea fasciata är en stekelart som först beskrevs av Alan Parkhurst Dodd 1913.  Calotelea fasciata ingår i släktet Calotelea och familjen Scelionidae. Inga underarter finns listade.